# Alexander Slafkovský
Alexander Slafkovský (* 11. März 1983 in Liptovský Mikuláš, Tschechoslowakei) ist ein slowakischer Slalom-Kanute und seit den späten 1990er Jahren aktiv. Er konnte bereits zahlreiche Medaillen bei Kanuslalom-Weltmeisterschaften sowie Kanuslalom-Europameisterschaften gewinnen.
Im Jahr 2012 konnte er zudem den Gesamtweltcup im C1-Wettbewerb für sich entscheiden.
Sein Vater Alexander Slafkovský ist ein ehemaliger Bürgermeister von Liptovský Mikuláš.